# Tutti gli uomini sono stati creati uguali
Tutti gli uomini sono stati creati uguali (All men are created equal) è una frase contenuta nella Dichiarazione d'indipendenza degli Stati Uniti d'America.

## Descrizione
Il concetto che la frase esprime, nelle intenzioni dei padri fondatori degli Stati Uniti, è l'idea centrale che sta alla base del governo statunitense. Thomas Jefferson fu il primo a usare questa frase nella Dichiarazione d'indipendenza degli Stati Uniti d'America (1776) come rifiuto della teoria del diritto divino dei re. Jefferson prese spunto dall'amico Filippo Mazzei, come indicato dalla Joint Resolution 175 del 103º Congresso e da John F. Kennedy in "A Nation of Immigrants".
(Dichiarazione d'indipendenza degli Stati Uniti (1776))
Il 28 agosto 1963 Martin Luther King citerà il motto nel suo famoso discorso I Have a Dream: 
(Martin Luther King, I Have A Dream, 28 agosto 1963)